# 237
| 237                |
| ------------------ |
| Dødsfald - Fødsler |
|                    |

| Gregoriansk kalender | 237 CCXXXVII            |
| Ab urbe condita      | 990                     |
| Armensk kalender     | I/T                     |
| Kinesiske kalender   | 2933 – 2934 丙辰 – 丁巳 |
| Etiopisk kalender    | 229 – 230               |
| Jødisk kalender      | 3997 – 3998             |
| Hindukalendere       |                         |
| - Vikram Samvat      | 292 – 293               |
| - Shaka Samvat       | 159 – 160               |
| - Kali Yuga          | 3338 – 3339             |
| Iransk kalender      | 385 BP – 384 BP         |
| Islamisk kalender    | 397 BH – 396 BH         |

Se også 237 (tal)